# Nationale Coalitiepartij
De Nationale Coalitiepartij (Fins: Kansallinen Kokoomus; Zweeds: Samlingspartiet (Saml.)) is een van de drie grote politieke partijen in Finland. De Nationale Coalitiepartij is een liberaal-conservatieve partij die zich sterk pro-Europees profileert. Bij de parlementsverkiezingen van 2011 werd de partij voor het eerst in haar geschiedenis de grootste in de Eduskunta, het Finse parlement. Bij de parlementsverkiezingen van 2023 lukte dit wederom.
De partij kan terugvallen op zo’n 41.000 leden en een duizendtal lokale afdelingen. De partij heeft drie ledenorganisaties: de jongerenvereniging (Kokoomuksen Nuorten Liitto, KNL), de vrouwenvereniging (Kokoomuksen Naisten Liitto, KnaL) en de studentenvereniging Tuhatkunta.

## Geschiedenis
De Kansallinen Kokoomuspuolue ontstaat in 1918 uit de conservatief-liberale en Fins-nationalistische Oud-Finse Partij en de meer links-liberale Jong-Finse Partij. Aanvankelijk is de partij voorstander van een constitutionele monarchie. Ze vraagt ook om enkele sociaaleconomische hervormingen, verplicht onderwijs en algemene gezondheidszorg. In de jaren 1930 verbindt de partij zich even met de anticommunistische en nationalistische Patriottische Volksbeweging (Isänmaallinen kansanliike), gegroeid uit de Lapuabeweging. De samenwerking wordt geen succes en de Kokoomuspuolue 24 van haar 42 zetels in het parlement.
In 1934 treedt Juho Kusti Paasikivi aan als voorzitter van de Nationale Coalitiepartij. Onder zijn leiding worden anti-democratische elementen uit de partij gezet en de banden met de extreemrechtse Lapuabeweging verbroken. Tijdens de Tweede Wereldoorlog neemt de partij deel aan de regering van nationale eenheid. Na de oorlog wordt Paasiviki premier (1944-1946) en later ook president (1946-1956).
In de jaren vijftig laat de partij -puolue vallen in haar naam en gaat voortaan door het leven als Kansallinen Kokoomus. Er volgt ook een ideologische herbronning die leidt tot een nadruk om individuele vrijheid en steun aan een vrijemarkteconomie. Sindsdien is de Kokoomus een conservatief-liberale partij. In 1958 splitst een kleine groep zich af om een christendemocratische partij op te richten.
Tussen 1966 en 1987 blijft de partij in de oppositie. Aanvankelijk keert men zich tegen president Urho Kekkonen (Kesk.), maar later zal men alsnog zijn presidentschap gaan steunen. Gedurende de oppositiejaren kan de Kokoomus haar aanhang gestaag vergroten. In 1979 wordt de partij zo de tweede grootste van Finland. In 1987 haalt de Nationale Coalitiepartij haar beste resultaat ooit en wordt Harri Holkeri de eerste minister-president voor de partij sinds Paasikivi in de jaren veertig. In de volgende stembusgang van 1991 leidt de partij verliezen, te wijten aan de slechte staat van de economie. De partij zal echter tot 2003 in de regering blijven, al levert ze niet langer de regeringsleider.
De jaren 2003 tot 2007 brengt de partij in de oppositie door. Ondertussen wordt de jonge Jyrki Katainen (geboren 1971) verkozen tot partijleider. Katainen wordt in 2007 minister van Financiën in het kabinet van Matti Vanhanen en Mari Kiviniemi, beiden lid van het Fins Centrum. Bij de verkiezingen van 2011 wordt de Kokoomus voor het eerst in haar bestaan de grootste partij van het land. Partijleider Jyrki Katainen kan aantreden als premier van Finland en hoofd van een regering gevormd uit zes (linkse als rechtse) partijen.

## Ideologie
In Europees verband is de Nationale Coalitiepartij verbonden met de Europese Volkspartij. De partij benadrukt haar voorkeur voor individuele vrijheid maar houdt ook aan de waarden verantwoordelijkheid, democratie, gelijkheid en tolerantie. Ook het leefmilieu wil de partij niet uit het oog verliezen. Meer dan andere Finse partij is de Kokoomus voorstander van Fins lidmaatschap van de Europese Unie. Men streeft naar een economisch en politiek sterk Europa dat een belangrijke rol kan gaan spelen op wereldtoneel.
De partij is vooral populair in het stedelijke zuiden van het land en ondernemers, hoewel de partij zich niet verbindt met een bepaalde sociale groep. Op haar website omschrijft de partij zich als “een centrumrechtse volkspartij met sympathisanten in het hele land en in alle geledingen en leeftijdsgroepen. Kokoomus is dus geen belangengroep van bepaalde mensen maar, zoals de naam aangeeft, een partij voor iedereen en op basis van gemeenschappelijke waarden.”

## Partijprominenten
- Pehr Evind Svinhufvud (regent, later president van Finland)
- Lauri Ingman (Aartsbisschop van de Lutherse Kerk van Finland, minister-president)
- Edwin Linkomies (minister-president)
- Juho Kusti Paasikivi (minister-president, later president van Finland)
- Harri Holkeri (minister-president)
- Paavo Virkkunen (voorzitter Eduskunta)
- Erkki Pystynen (voorzitter Eduskunta)
- Ikka Suominen (voorzitter Eduskunta)
- Riita Uosukainen (voorzitter Eduskunta)

## Voorzitters

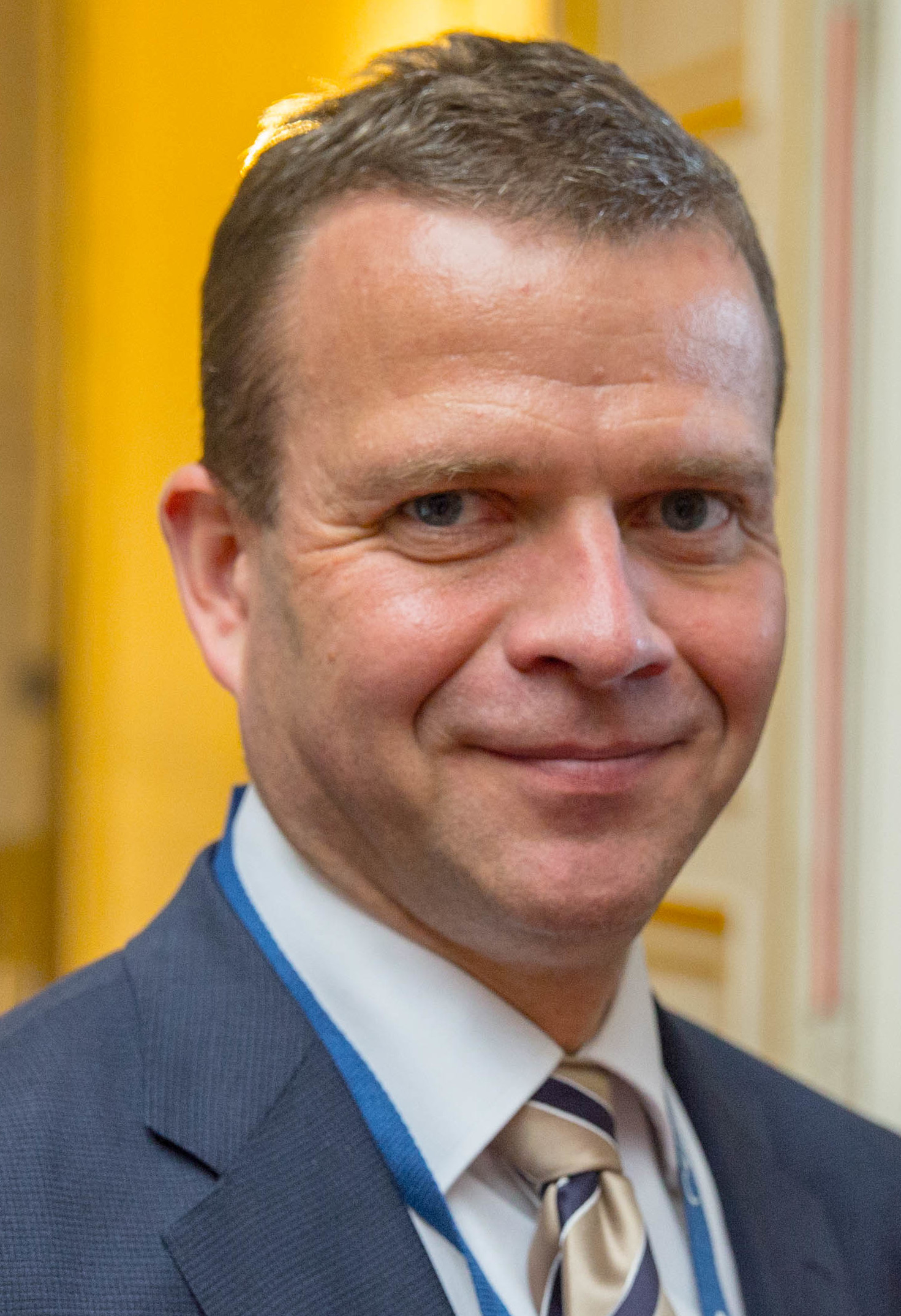
Huidig partijleider Petteri Orpo.

- Hugo Suolahti (1918-1919)
- Eemil Nestor Setälä (1920)
- Antti Tulenheimo (1921-1924)
- Hugo Suolahti (1925)
- Kyösti Haataja (1926-1932)
- Paavo Virkkunen (1932-1933)
- Juho Kusti Paasikivi (1934-1936)
- Pekka Pennanen (1936-1942)
- Edvin Linkomies (1943-1944)
- K.F. Lehtonen (1945)
- Arvo Selminen (1946-1954)
- Jussi Saukkonen (1955-1965)
- Juha Rihtniemi (1965-1971)
- Harri Holkeri (1971-1979)
- Ikka Suominen (1979-1991)
- Pertti Salolainen (1991-1994)
- Sauli Niinistö (1994-2001)
- Ville Itälä (2001-2004)
- Jyrki Katainen (2004-2014)
- Alexander Stubb (2014-2016)
- Petteri Orpo (2016-heden)